# Semuda
La semuda (in dialetto locale semüda o furmagela) è un formaggio vaccino lombardo della cucina comasca, tipico delle valli del medio e alto lago di Como occidentale, principalmente nella zona di Vercana, Dongo, Gravedona e Domaso.
È ottenuto da latte crudo di vacca scremato, caglio (bovino e ovino) e sale; le sue forme sono cilindriche con un peso di circa 4/5 Kg, diametro medio di 30 cm e con scalzo di circa 8 cm particolarmente convesso. 
La pasta è caratterizzata da un'occhiatura disomogenea, da una consistenza tra gommosa e morbida e di colore variabile tra il giallo paglierino e il verde. La stagionatura media, che avviene in grotte naturali detti crotti oppure in cantine, ha una durata media di 4 mesi, ma è consumabile anche con stagionature variabili tra i 40 giorni e i 4 mesi; il prodotto consumato dopo tempi più lunghi assume un gusto più forte.
La produzione viene realizzata durante tutto l'anno, anche se anticamente era riservata al periodo invernale, durante il ricovero della vacche nelle stalle, prettamente per il consumo familiare. 
Nel periodo estivo le mucche venivano portate all'alpeggio ed il loro latte era destinato ad altra produzione.
La tecnica produttiva prevede che il latte venga lasciato riposare in conca per 48 ore e, quindi, scremato manualmente prima della cagliata a 35-36 °C. 
La Semuda viene usato anche in cucina nella preparazione della polenta uncia o dei tartifui rustii.
Di recente presso il comune di Dosso del Liro, alcuni produttori locali si stanno impegnando per diffondere questo prodotto oltre i confini del Lago di Como.
La Semuda non va confusa con lo Scimudin, tipico formaggio dell'Alta Valtellina.